# تيد لويس (عالم حاسوب)
تيد لويس (بالإنجليزية: Ted Lewis)‏ هو عالم حاسوب أمريكي، ولد في 1941.